# Seitenstechen (Film)
Seitenstechen ist eine deutsche Filmkomödie aus dem Jahr 1985. Die Hauptrolle spielt Mike Krüger unter der Regie von Dieter Pröttel. In weiteren Rollen sind unter anderem Susanne Uhlen, Werner Kreindl und Thomas Gottschalk zu sehen. Der Film handelt von einem Mann, der vermeintlich eine Schwangerschaft durchlebt. Die Produktion beruht auf einer literarischen Vorlage von Bernd Späth.

## Handlung
Als am Morgen Norbert und Monika im Bett aufwachen, bemerkt Monika, dass sie eine Reitstunde versäumt hat. Norbert telefoniert in Gegenwart von Monika mit seiner alten Liebe Ulla, indem er dies als Telefonat mit den Eltern tarnt. Sowie Norbert zu seinem Arbeitsplatz in einem Planungsbüro kommt, erleidet er Seitenstechen. Danach stellt ihn der Chef Böhm ernsthaft zur Rede, weil Norbert zu spät gekommen ist. Norbert gesteht ihm offen seine Beschwerden im Bauch. Ulla, die gegenüber ihm ihren Arbeitsplatz einnimmt, sagt ihm, dass die vier (Ulla, Monika, Otto und Norbert) zusammen etwas unternehmen sollen. So gehen die vier zum Münchner Sechstagerennen. An der Snackbar verlangt Norbert für die Wurst Zucker, und als danach die Stelze serviert wird, bricht Norbert im Toilettenraum zusammen und nimmt das bunte Treiben in schaurigen Tönen wahr.
Norbert geht am nächsten Morgen zum Arzt. Dieser kann zuerst nichts feststellen, doch später spürt er bei Norbert eine angebliche Muskelverspannung und diagnostiziert auch, dass Norbert eine Blutsenkung wie eine Menstruation hat. Abends besucht Ulla Norbert und will mit ihm schlafen, wobei Norberts Bauch zu schmerzen beginnt, aber Ulla nimmt seinen Schmerz nicht ernst. Der Arzt stellt nun fest, dass das „Merkwürdige“ gewachsen ist, und Norbert wird zum Röntgen geschickt. Die Röntgenärzte können jedoch auch nichts Genaues feststellen und schicken ihn zur Ultraschalluntersuchung. Dort vermutet der Arzt zunächst einen Defekt des Gerätes, und am übernächsten Tag traut der Arzt seinen Augen nicht und Norbert wird zum Chefarzt geschickt. Dieser sieht ihn von oben bis unten an und stellt die Diagnose, dass Norbert schwanger ist und „Mutter“ wird. Die Sache wird als einmaliges medizinisches Wunder dargestellt. Auch fragt der Chefarzt Norbert, wer der Vater sein soll, worauf er keine rechte Antwort weiß.
Norbert ist nun verlegen wie noch nie zuvor. In der Kneipe betrinkt er sich und sagt dort offen, dass er ein Kind bekommt, worauf die Männer heftig lachen. Am Spielplatz wendet Norbert sich nun den Kindern zu, und daheim besuchen ihn Otto und Ulla, denen er ebenfalls gesteht, dass er schwanger ist. Auch sie verspotten ihn. Norbert gesteht auch die Affäre mit Ulla und wirft Otto und Ulla hinaus. Der Chefarzt bietet Norbert an, das Kind abtreiben zu lassen, dies lehnt er jedoch ab. Norbert bekommt nun komische Gelüste in Bezug auf seine Ernährung, worauf Monika auf ihn einzureden beginnt, damit aufzuhören. Beim Spaziergang im Park sagt er ihr, dass er schwanger ist, doch auch Monika reagiert bösartig. Daheim brennt wegen Monikas Eifersucht wegen Ulla das Essen an, und die beiden begeben sich in ein Restaurant, wo Norbert alle Desserts verzehrt. Monika war inzwischen bei einer gründlichen Untersuchung im Spital, wobei nichts herausgekommen sei.
Bei Norberts nächsten Besuch beim Chefarzt gesteht er zum Thema Stillen, dass er nicht einmal Brusthaare hat, die sein Kind essen könnte. Weil sein Bauch immer größer wird, besorgt er sich eine praktische Djellaba, die er nun immer als Kleidung trägt. Sein kleines Auto lässt er sich umbauen, um bequem einsteigen zu können, und fährt nach Norddeutschland zu seinen Eltern. Diese sind erfreut über seinen Besuch, doch sein Vater ist nicht erfreut über Norberts Djellaba. Seinem Vater verrät er zuerst seine Schwangerschaft und findet es sagenhaft. In der Firma ist auch Chef Böhm negativ überrascht von Norberts Kleidung und erfragt den Grund dafür. Norbert lässt ihn erraten, was mit ihm ist, und Böhm reißt die Geduld und schreit ihn an, worauf Norbert traurig dasitzt. Im Bus wird Norbert ebenfalls wegen seiner Kleidung gehänselt. Monika macht Norbert zuerst ein endgültiges Liebesgeständnis, doch am nächsten Tag verlässt sie ihn.
Otto versöhnt sich mit Norbert, und auch Ulla hat Otto ausgewiesen. In der Kneipe trifft er auf einen Journalisten, der ihm anbietet, einen als erste männliche Mutter weltweit bekannten Mann aus ihm zu machen. Somit dreht Norbert Werbespots und macht Songs. Nun tritt Norbert in einer Fernsehshow auf, wo ihn Gottschalk als Moderator interviewt. Danach wird Norbert in der Firma von den Kollegen mit Geschenken geehrt. Als Norbert sich beim Friseur rasieren lassen will, setzen die Wehen ein, und er wird ins Krankenhaus gebracht, wo ein Kaiserschnitt gemacht werden soll. Doch sowie er auf dem OP-Tisch liegt, wacht er aus seinem Traum auf. Monika gesteht ihm, dass sie schwanger ist, wobei Norbert immer noch in seinem Traum wandelt.

## Hintergrund
Eine ähnliche Story wurde bereits 1973 unter dem Titel Hilfe, mein Mann ist schwanger mit Marcello Mastroianni und Catherine Deneuve verfilmt. Seitenstechen basiert auf dem gleichnamigen Roman von Bernd Späth aus dem Jahr 1981. 1994 erschien der Film Junior, in dem Arnold Schwarzenegger eine Schwangerschaft durchlebt. Autor Bernd Späth warf den Produzenten dieses Films Plagiat vor, verlor jedoch den entsprechenden Prozess.

## Kritiken
Die Kritiker von cinema sind der Auffassung, dass Regisseur Pröttel sich selbst hätte belangen sollen, „wegen Erregung öffentlichen Ärgernisses“. „Fazit: Ein Kissen unterm Bauch reicht nicht“
Filmecho/Filmwoche hielt es dem Understatement von Mike Krüger zugute, dass „diese unglaubwürdige Geschichte erträglich“ sei. Dies sowie die frische Natürlichkeit von Susanne Uhlen und die dezente Regie machten aus einer „nicht unbedingt appetitlichen Groteske“ eine „verschrobene Komödie“.
Im Fischer Film Almanach ist zu lesen: „[…] ist man angenehm überrascht […], daß Pröttel das Thema […] zu einem überraschend sympathischen Appell der Mutterschaft [benutzt].“